# Station Meerssen
Station Meerssen is het spoorwegstation van Meerssen. Het eerste stationsgebouw stamt uit 1853 en was tamelijk klein. Er hebben twee verbouwingen plaatsgevonden waarbij het gebouw is uitgebreid met een wachtkamer en een extra verdieping. In 1900 werd het stationsgebouw vervangen door een nieuw, aanzienlijk groter gebouw. Het gebouw is een rijksmonument.
Op het station zijn kaartautomaten aanwezig. Verder zijn er onbewaakte fietsklemmen en fietskluizen te vinden en aan de zuidzijde van het station ligt een parkeerterrein voor auto's.

## Treinverbindingen
De volgende treinseries halteren in de dienstregeling 2025 te Meerssen:
| Serie            | Treinsoort                                             | Route | Bijzonderheden |
| ---------------- | ------------------------------------------------------ | --- | --- |
| 18900 RE 18 S 43 | Sneltrein / Regional-Express / S-trein (Arriva / NMBS) | (Luik-Guillemins – ) Maastricht – Meerssen – Heerlen – Landgraaf – Herzogenrath – Aachen Hbf                    | Drielandentrein (LIMAX). Tussen Luik-Guillemins en Maastricht wordt 1x/uur gereden. Tussen Maastricht en Aachen wordt 2x/uur gereden. |
| 32000 RS 18      | Stoptrein (Arriva)                                     | Maastricht Randwyck – Maastricht – Meerssen – Heerlen – Landgraaf – Eygelshoven – Chevremont – Kerkrade Centrum | |

Na middernacht rijden de laatste twee treinen uit de serie RS18 (richting Kerkrade Centrum) niet verder dan Heerlen.

## Voor- en natransport
- Lijn 30: Sittard - Geleen - Beek - Maastricht Aachen Airport - Meerssen - Rothem - Maastricht
- Lijn 52: Meerssen - Ulestraten - Schimmert - Hulsberg - Kunrade - Heerlen
- Lijn 791: Meerssen - Houthem - Valkenburg - Sibbe - IJzeren - Scheulder - Margraten - Reijmerstok - Banholt - Mheer - Herkenrade - Sint Geertruid - Moerslag - Eijsden (buurtbus)
- Lijn 797: Meerssen - Bunde - Geulle - Hussenberg - Beek (buurtbus)

## Afbeeldingen

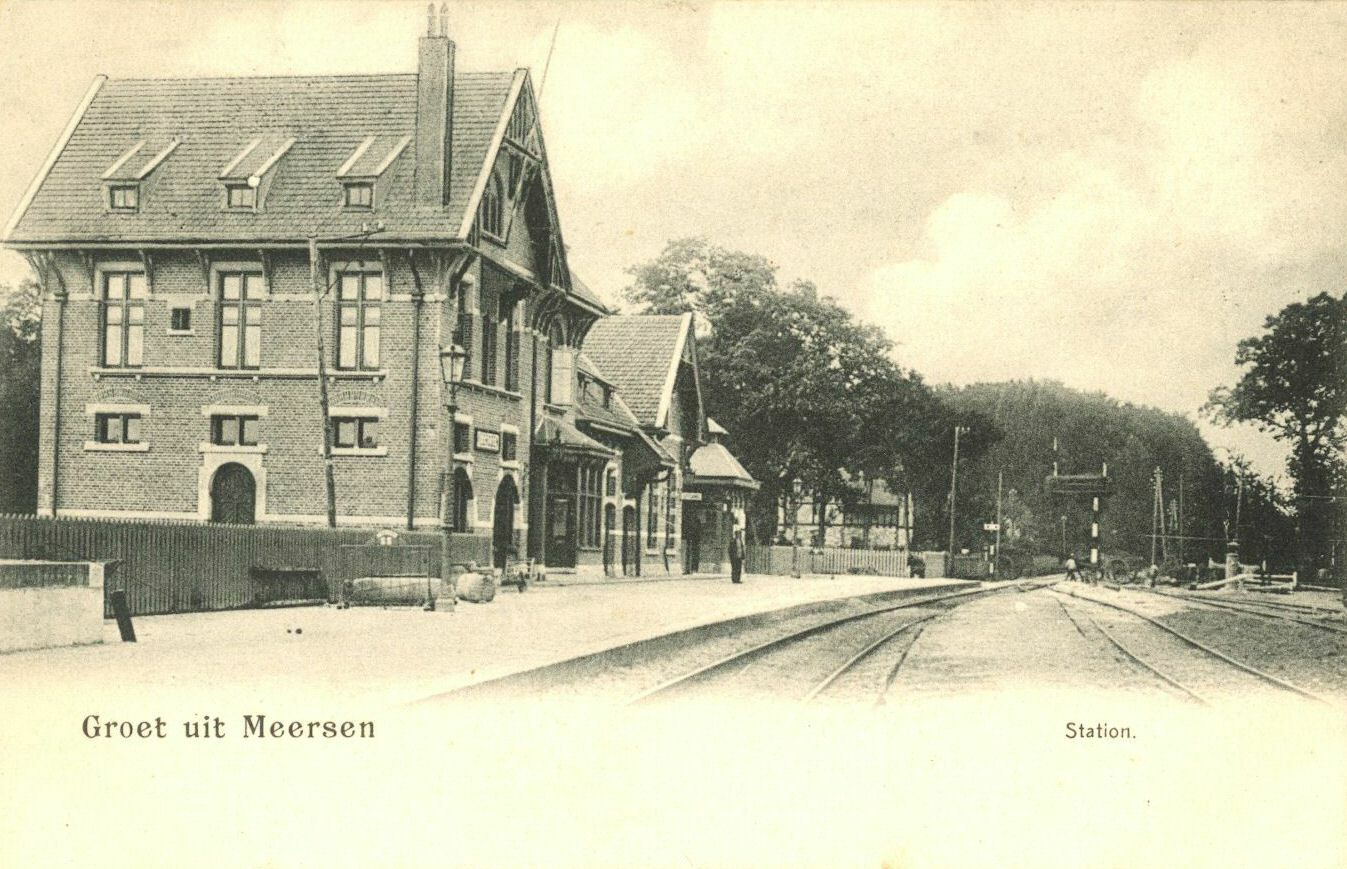
Station rond 1900-1905
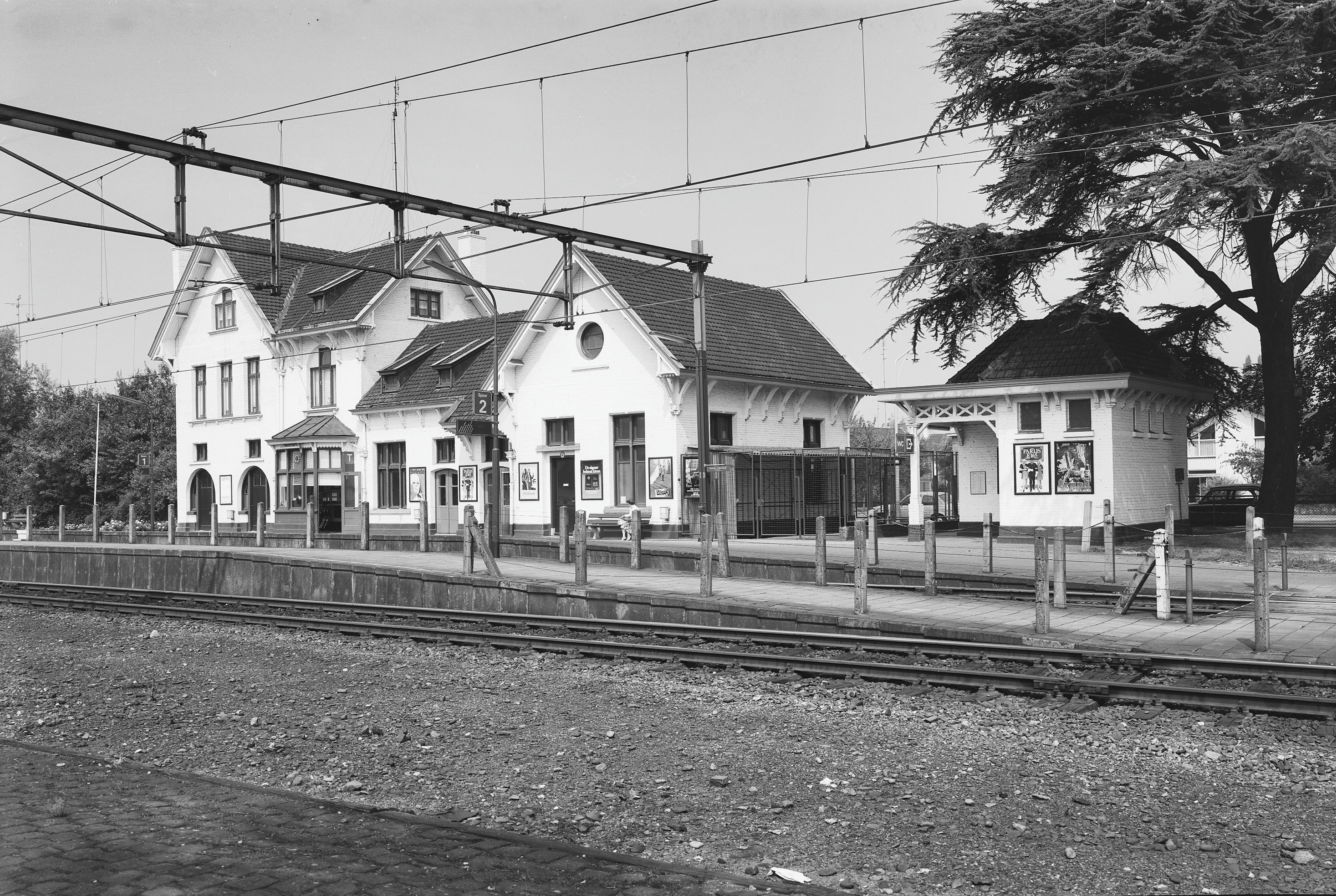
Het station in 1975
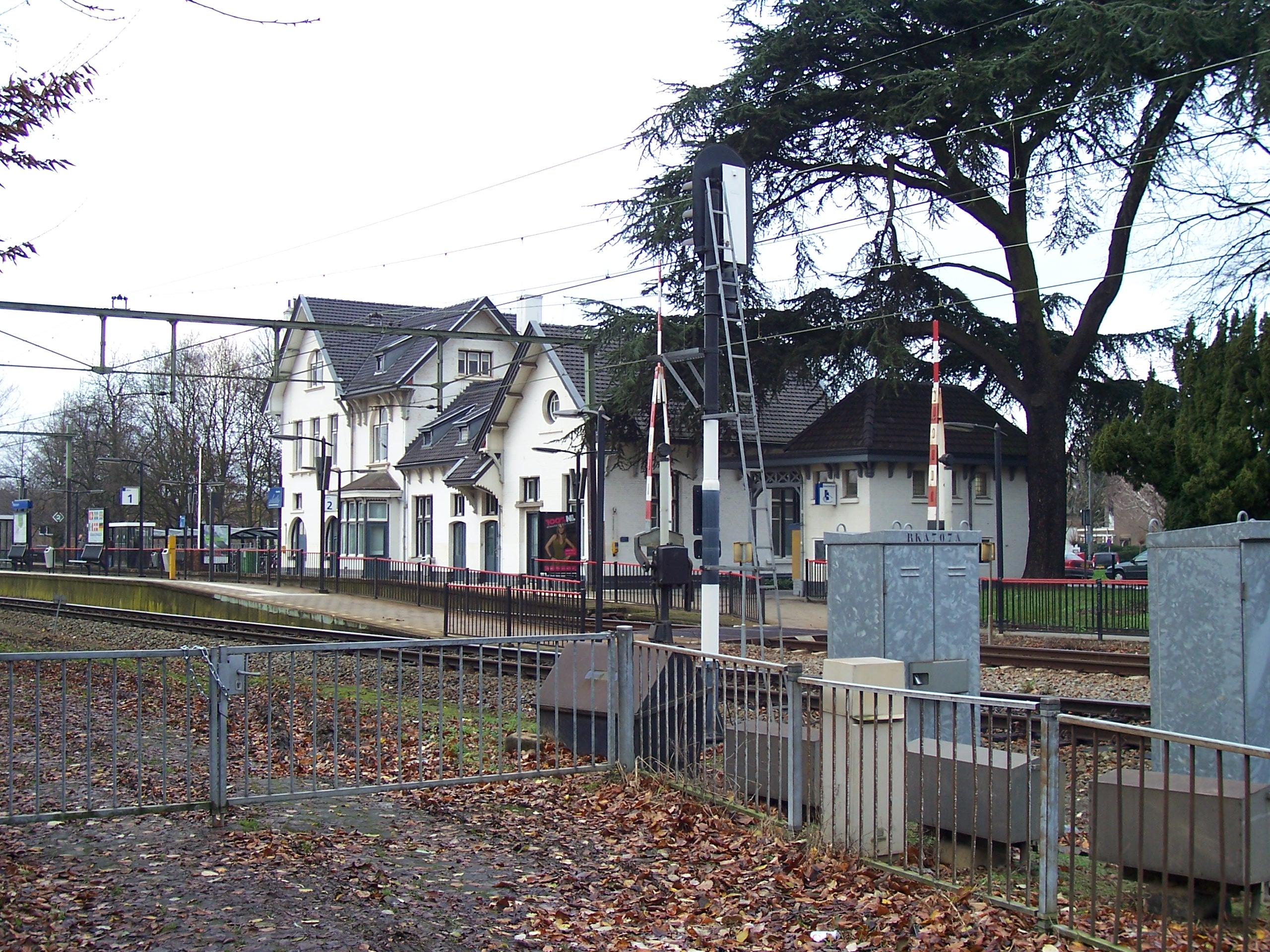
Perron van het station
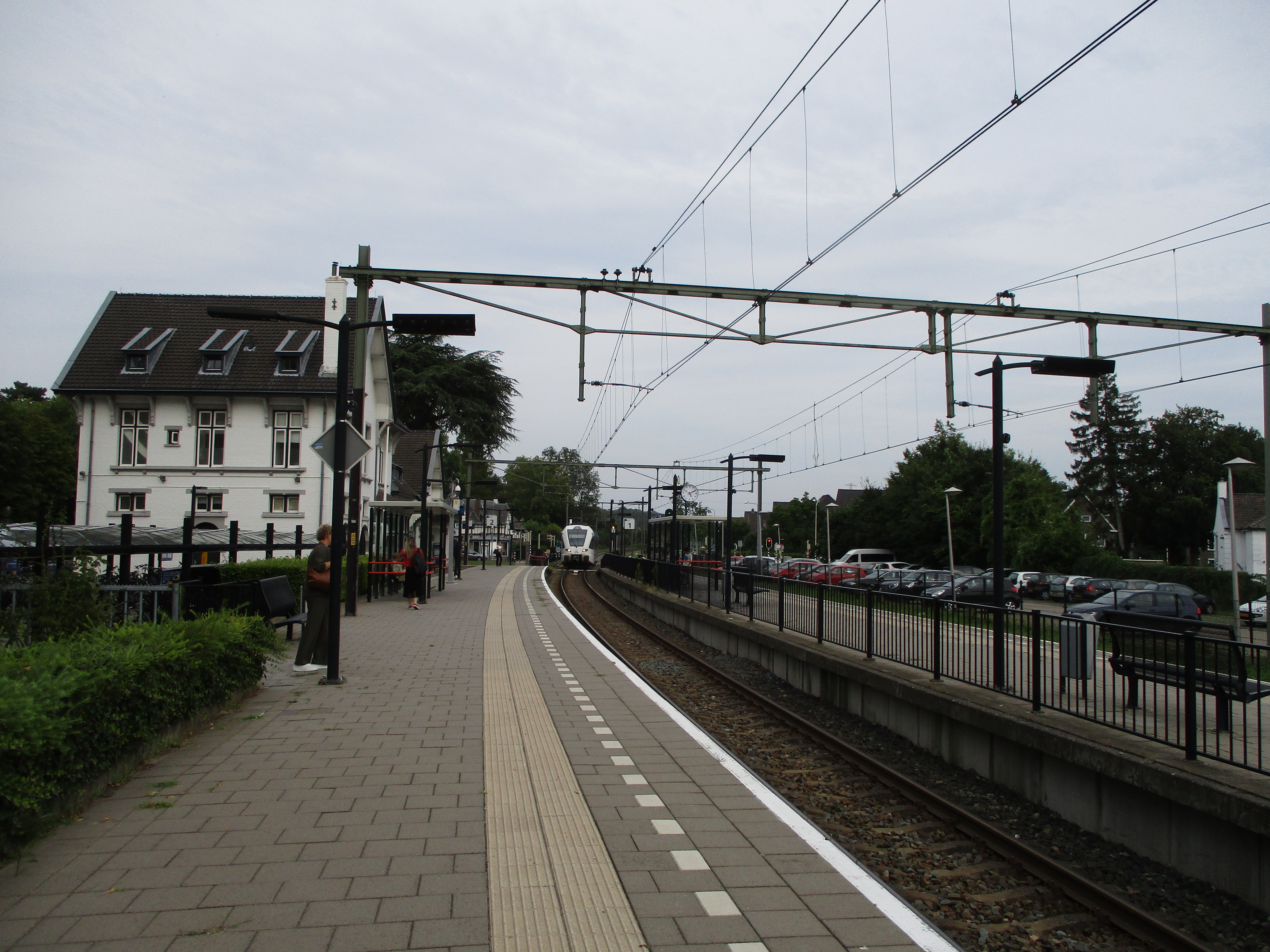
De perrons
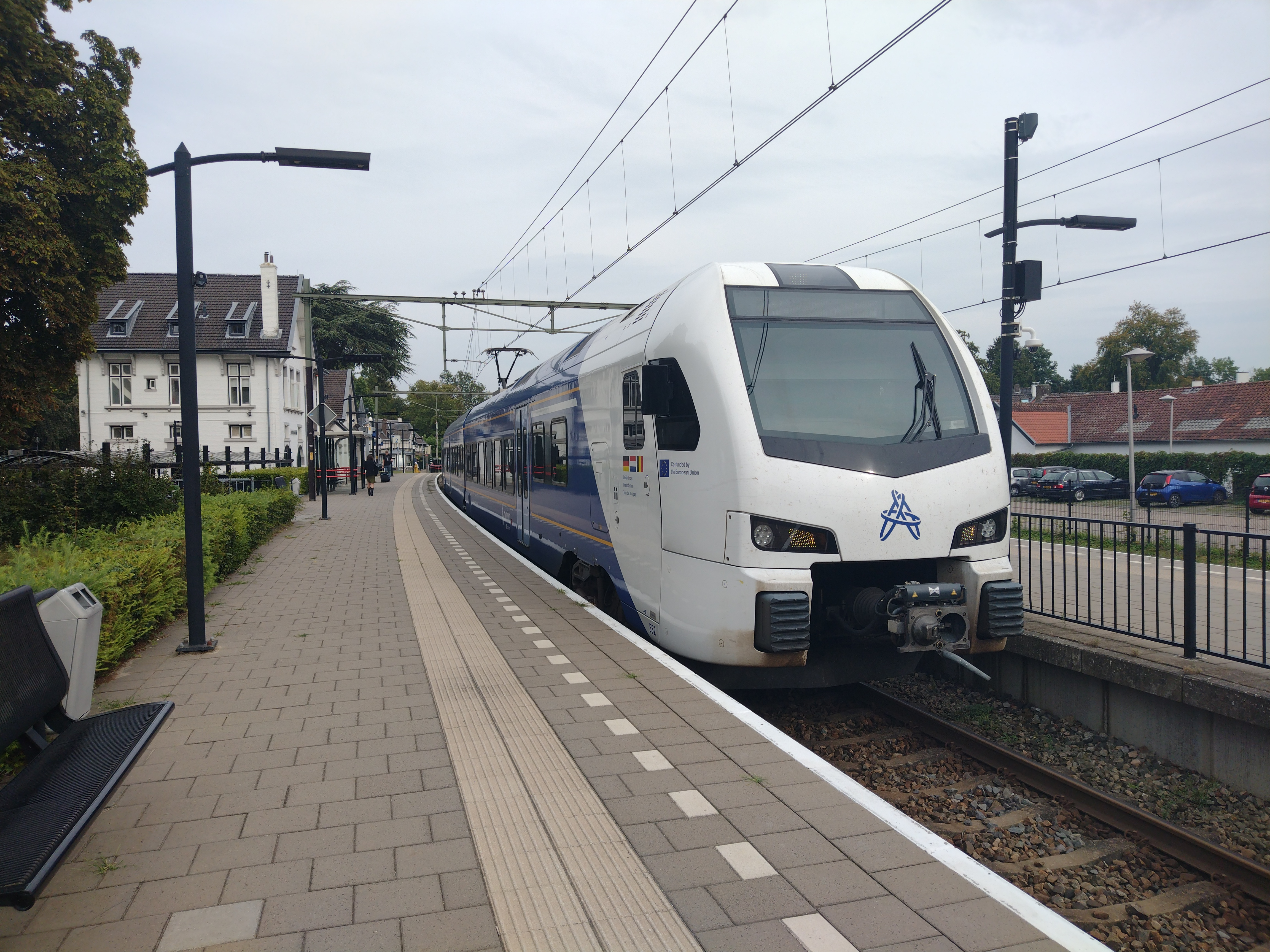
Arriva FLIRT op het station

Richterich ·
Vetschau ·
9: Bocholtz ·
13: Simpelveld ·
Over-Eijs ·
16: Eys-Wittem ·
19: Wijlre-Gulpen ·
22: Schin op Geul ·
Oud Valkenburg ·
25: Valkenburg ·
28: Houthem-Sint Gerlach ·
Vroenhof ·
31: Meerssen ·
Rothem ·
Vaeshartelt ·
Mariënwaard ·
34: Maastricht Noord ·
Limmel ·
37: Maastricht
Beek-Elsloo ·
Blerick · 
Bunde · 
Chevremont · 
Echt ·
Eijsden ·
Eygelshoven ·
-Markt · 
Geleen:
-Lutterade · 
-Oost · 
Heerlen ·
-Woonboulevard ·
Hoensbroek · 
Horst-Sevenum · 
Houthem-Sint Gerlach · 
Kerkrade Centrum ·
Klimmen-Ransdaal · 
Landgraaf · 
Maastricht ·
-Noord · 
-Randwyck · 
Meerssen ·
Mook-Molenhoek ·
Nuth · 
Reuver · 
Roermond ·
Schin op Geul · 
Schinnen · 
Sittard · 
Spaubeek · 
Susteren · 
Swalmen · 
Tegelen · 
Valkenburg · 
Venlo · 
Venray ·
Voerendaal · 
Weert
Voormalige stations: zie de lijst van voormalige spoorwegstations in Limburg (Nederland)